# Xã Exline, Quận Spink, South Dakota
Xã Exline (tiếng Anh: Exline Township) là một xã thuộc quận Spink, tiểu bang Nam Dakota, Hoa Kỳ. Năm 2010, dân số của xã này là 54 người.